# غرانت هاموند
غرانت هاموند (بالإنجليزية: Grant Hammond)‏ هو عالم قانوني نيوزيلندي، ولد في 1943، وتوفي في 31 مايو 2019.